# Kantonale Volksabstimmung «Änderung Übertretungsstrafgesetz und Kantonspolizeigesetz betreffend Wegweisung, Littering und unbefugtes Plakatieren»
Die Kantonale Volksabstimmung «Änderung Übertretungsstrafgesetz und Kantonspolizeigesetz betreffend Wegweisung, Littering und unbefugtes Plakatieren» war eine Volksabstimmung im Schweizer Kanton Luzern, die am 8. Februar 2009 stattfand. Inhalt der Abstimmung war das Referendum gegen die Einführung diverser Gesetzesänderungen, welche die Luzerner Regierung am 28. April 2008 zuvor beschlossen hatte.

## Hintergründe

### Inhalt der Gesetzesänderungen
Am 28. April 2008 beschloss der Luzerner Kantonsrat über die folgende Gesetzesänderung:
- Erweiterung der Möglichkeit Wegweisungen anzuwenden
- Änderung der Bestrafung bei unerlaubtem anbringen von Plakaten und Flyern
- Möglichkeit zur Verhängung einer Busse bei nicht gerechten Entsorgen von Müll (Littering)

Unter einer Wegweisung versteht man eine polizeiliche Anordnung einer Person oder Gruppe gegenüber, ein bestimmtes Gebiet temporär zu verlassen. Leistet die betreffende Person der Wegweisung keine Folge, sind weitere rechtliche Schritte möglich. Bisher hatte die Luzerner Polizei nur bei der Gefährdung von Personen (Evakuation) oder Behinderung der Rettungseinsätze die Möglichkeit eine solche Wegweisung auszusprechen. Anders in den Kantonen Kanton Aargau, Kanton Bern und Kanton Zürich, die zum Zeitpunkt der Volksabstimmung auch in anderen Situationen die Möglichkeit hatten, Wegweisungen zu verhängen. Mit der Gesetzesänderung ist es der Luzerner Polizei nun ebenfalls möglich eine bis zu 24-stündige Wegweisung auszusprechen, wenn:
- «sie die öffentliche Sicherheit und Ordnung gefährden oder stören»
- «sie andere belästigen oder in der Nutzung des öffentlichen Grundes behindern»
- «das Pietätsgefühl von anderen Personen verletzt oder gefährdet wird»

Die Änderung der Bestrafung bei unerlaubtem Plakatieren betrifft die neue Möglichkeit, nicht nur den Täter, welcher die Plakate angebracht hat, zu bestrafen, sondern auch dessen Auftraggeber. Meistens sind dies Veranstalter einer Party oder eines Konzerts.
Auch beim Littering war es der Luzerner Polizei bereits vor der Gesetzesänderung möglich, eine Strafe zu verhängen. Dies bedurfte allerdings zuvor eines komplizierten und zeitaufwendigen Strafverfahrens inklusive einer Strafanzeige. Mit dem geänderten Gesetz können neu Ordnungsbussen ausgesprochen werden, die wie im Strassenverkehr sofort einkassiert werden können. Das Gesetz sieht dazu eine Busse zwischen mindestens 40 Franken für kleinere Entsorgungsvergehen, bis maximal 300 Franken für gröbere Delikte vor. Auch bei dieser Gesetzesänderung orientierte man sich an anderen Kantonen wie unter anderem Kanton Basel-Stadt, welcher ein entsprechendes Gesetz bereits eingeführt hatte.

### Referendum
Nach Luzerner Verfassungsrecht kommt ein Referendum bei 3'000 gesammelten Unterschriften zustande. Das Referendums-Komitee «Bündnis Luzern Für Alle» konnte diese Anforderung mit 3'376 Unterschriften fristgerecht erfüllen. Vor der Volksabstimmung argumentierten sie dabei mit den folgenden Argumenten:
- «Scheinlösung und Stimmungsmache»: Statt der Ursache werden die Folgen eines Problems angegangen.
- «Kriminalisierung des Verdachts»: Es existieren keine klaren Definitionen was zum Beispiel als «störend» zu bezeichnen ist im Gesetz
- «Kosten»: Zusätzlicher Kostenaufwand aufgrund Gerichtsverfahren und Haftstrafen

### Meinung des Kantonsrat
Der Kantonsrat argumentierte dagegen, dass die Kosten kaum abzuschätzen sei. Die Kosten für den erhöhten Aufwand der Polizei würden sich mittelfristig auszahlen und zudem käme gäbe es auch zu Mehreinnahmen durch die neu eingeführten Ordnungsbussen. Der Befürchtung einer Willkür entgegnete der Kantonsrat damit, dass «man auf die Ausbildung und Erfahrung der Polizei vetraue».
Dennoch war gerade die Gesetzesänderung über die Wegweisung selbst im Kantonsrat nicht ganz unumstritten. Deswegen zog man in Erwägung, das Referendum in zwei Volksabstimmungen aufzuteilen. Da alle drei Punkte jedoch unter die Thematik der Sicherheit und der Ordnung im öffentlichen Raum betrifft, entschied die Mehrheit sich gegen eine Aufteilung.

## Abstimmungsergebnis
Die Stimmbeteiligung lag im Durchschnitt aller Luzernern Ämter bei 49,32 %. Mit 80,77 % erreichte das Amt Hochdorf den höchsten und das Amt Entlebuch mit 65,11 % den tiefsten Ja-Stimmen-Anteil. Die Abstimmungen mit 77,98 % von allen fünf Ämtern angenommen.
| Amt       | Stimmbeteiligung | Ja (Anzahl) | Nein (Anzahl) | Ja (Prozent) | Nein (Prozent) | Annahme |
| --------- | ---------------- | ----------- | ------------- | ------------ | -------------- | ------- |
| Entlebuch | 53,56 %          | 4'514       | 2'419         | 65,11 %      | 34,89 %        | Ja      |
| Hochdorf  | 48,66 %          | 16'042      | 3'820         | 80,77 %      | 19,23 %        | Ja      |
| Luzern    | 49,64 %          | 43'704      | 11'170        | 79,64 %      | 20,35 %        | Ja      |
| Sursee    | 49,09 %          | 17'604      | 4'795         | 78,59 %      | 21,41 %        | Ja      |
| Willisau  | 47,64 %          | 11'349      | 4'125         | 73,34 %      | 26,66 %        | Ja      |
| Total (5) | 49,32 %          | 93'213      | 26'329        | 77,98 %      | 22,02 %        | Ja      |